# Senatori della V legislatura della Repubblica Italiana
Questo elenco riporta i nomi dei senatori della V legislatura della Repubblica Italiana dopo le elezioni politiche del 1968.

## Consistenza dei gruppi
| Gruppo                                                  | Eletti | A vita | Totale |
| ------------------------------------------------------- | ------ | ------ | ------ |
| Democrazia Cristiana (DC)                               | 135    | 2      | 137    |
| Partito Comunista Italiano (PCI)                        | 77     | -      | 77     |
| PSI-PSDI Unificati (PSI)                                | 46     | -      | 46     |
| Partito Liberale Italiano (PLI)                         | 16     | -      | 16     |
| Movimento Sociale Italiano (MSI)                        | 11     | -      | 13     |
| Partito Socialista Italiano di Unità Proletaria (PSIUP) | 13     | -      | 13     |
| Sinistra indipendente (SI)                              | 11     | 1      | 12     |
| Gruppo misto                                            | 4      | 4      | 8      |
| Totale                                                  | 315    | 7      | 322    |

- Il prospetto indicato dal sito del Senato mostra come plenum dell'assemblea 321 senatori anziché 322, attribuendo al PCI 76 senatori anziché 77 (esclude Giglia Tedesco Tatò, appartenente al gruppo dal 5 luglio 1968).
- Dei 101 senatori eletti nella lista PCI-PSIUP, 77 aderirono al PCI, 13 al PSIUP e 11 a SI.
- Al gruppo dell'MSI aderirono gli 11 senatori eletti in tale lista e i 2 senatori eletti nel PDIUM.
- I 4 senatori di origine elettiva aderenti al gruppo misto sono così ripartiti: 2 Partito Repubblicano Italiano; 2 Partito Popolare Sudtirolese.

## Composizione storica
| Nominativo                    | Regione               | Collegio                             | Gruppo (lista)    |
| ----------------------------- | --------------------- | ------------------------------------ | ----------------- |
| Dolores Abbiati Greco         | Lombardia             | Brescia                              | PCI (PCI-PSIUP)   |
| Angelo Abenante               | Campania              | Torre del Greco                      | PCI (PCI-PSIUP)   |
| Achille Accili                | Abruzzo               | L'Aquila-Sulmona                     | DC                |
| Gelasio Adamoli               | Liguria               | Genova I                             | PCI (PCI-PSIUP)   |
| Teodosio Aimoni               | Lombardia             | Ostiglia                             | PCI (PCI-PSIUP)   |
| Domenico Albanese             | Sicilia               | Termini Imerese - Cefalù             | PSI-PSDI          |
| Gian Mario Albani             | Lombardia             | Rho                                  | SI (PCI-PSIUP)    |
| Adelio Albarello              | Friuli-Venezia Giulia | Gorizia                              | PSIUP (PCI-PSIUP) |
| Francesco Albertini           | Piemonte              | Verbano-Cusio-Ossola                 | PSI-PSDI          |
| Pio Alessandrini              | Lombardia             | Varese                               | DC                |
| Luigi Anderlini               | Umbria                | Orvieto                              | SI (PCI-PSIUP)    |
| Oscar Andò                    | Sicilia               | Enna                                 | DC                |
| Cesare Angelini               | Toscana               | Lucca                                | DC                |
| Franco Antonicelli            | Piemonte              | Alessandria-Tortona                  | SI (PCI-PSIUP)    |
| Silvio Antonini               | Umbria                | Città di Castello                    | PCI (PCI-PSIUP)   |
| Domenico Arcudi               | Sicilia               | Partinico-Monreale                   | DC                |
| Francesco Arena               | Sicilia               | Messina                              | PLI               |
| Emilio Argiroffi              | Calabria              | Palmi                                | PCI (PCI-PSIUP)   |
| Luigi Arnone                  | Sicilia               | Caltanissetta                        | PSI-PSDI          |
| Gioacchino Attaguile          | Sicilia               | Caltagirone                          | DC                |
| Tommaso Avezzano Comes        | Puglia                | Monopoli                             | PSI-PSDI          |
| Giuseppe Balbo                | Piemonte              | Mondovì                              | PLI               |
| Mario Baldini                 | Emilia-Romagna        | Modena                               | DC                |
| Elio Ballesi                  | Marche                | Macerata                             | DC                |
| Arialdo Banfi                 | Lombardia             | Milano VI                            | PSI-PSDI          |
| Francescantonio Bardi         | Basilicata            | Lagonegro                            | PSI-PSDI          |
| Piero Bargellini              | Toscana               | Firenze I                            | DC                |
| Giuseppe Bartolomei           | Toscana               | Montevarchi                          | DC                |
| Emilio Battista               | Lazio                 | Latina                               | DC                |
| Vincenzo Bellisario           | Abruzzo               | Avezzano                             | DC                |
| Giuseppe Belotti              | Lombardia             | Clusone                              | DC                |
| Lucio Benaglia                | Piemonte              | Novara                               | DC                |
| Tullio Benedetti              | Piemonte              | Susa                                 | PCI (PCI-PSIUP)   |
| Arnaldo Bera                  | Lombardia             | Cremona                              | PCI (PCI-PSIUP)   |
| Giorgio Bergamasco            | Lombardia             | Milano I                             | PLI               |
| Paolo Berlanda                | Trentino-Alto Adige   | Trento                               | DC                |
| Alessandro Bermani            | Piemonte              | Novara                               | PSI-PSDI          |
| Marzio Bernardinetti          | Lazio                 | Rieti                                | DC                |
| Amato Berthet                 | Valle d'Aosta         | Aosta                                | DC                |
| Ermenegildo Bertola           | Piemonte              | Vercelli                             | DC                |
| Giovanni Bertoli              | Campania              | Napoli V                             | PCI (PCI-PSIUP)   |
| Flavio Luigi Bertone          | Liguria               | La Spezia                            | PCI (PCI-PSIUP)   |
| Giuseppe Bettiol              | Veneto                | Padova                               | DC                |
| Francantonio Biaggi           | Lombardia             | Milano II                            | PLI               |
| Fausto Bisantis               | Calabria              | Nicastro                             | DC                |
| Guido Bisori                  | Toscana               | Prato                                | DC                |
| Luigi Bloise                  | Calabria              | Rossano                              | PSI-PSDI          |
| Giorgio Bo                    | Liguria               | Chiavari                             | DC                |
| Giovanni Boano                | Piemonte              | Asti                                 | DC                |
| Antonio Bonadies              | Lazio                 | Roma (II, III o IV?)                 | DC                |
| Umberto Bonaldi               | Lazio                 | Roma I                               | PLI               |
| Emilio Bonatti                | Veneto                | Adria                                | PCI (PCI-PSIUP)   |
| Delio Bonazzi                 | Emilia-Romagna        | Forlì-Faenza                         | SI (PCI-PSIUP)    |
| Luigi Borsari                 | Emilia-Romagna        | Carpi                                | PCI (PCI-PSIUP)   |
| Giacinto Bosco                | Campania              | Piedimonte Matese - Sessa Aurunca    | DC                |
| Giacomo Bosso                 | Piemonte              | Torino Centro                        | PLI               |
| Giovanni Brambilla            | Lombardia             | Lodi                                 | PCI (PCI-PSIUP)   |
| Giacomo Brodolini             | Marche                | Ancona                               | PSI-PSDI          |
| Peter Brugger                 | Trentino-Alto Adige   | Bolzano                              | Misto (PPST)      |
| Giuseppe Brusasca             | Piemonte              | Acqui Terme - Novi Ligure            | DC                |
| Paolo Bufalini                | Sicilia               | Siracusa                             | PCI (PCI-PSIUP)   |
| Luigi Burtulo                 | Friuli-Venezia Giulia | Tolmezzo                             | DC                |
| Luigi Buzio                   | Piemonte              | Acqui Terme - Novi Ligure            | PSI-PSDI          |
| Osvaldo Cagnasso              | Piemonte              | Alba                                 | DC                |
| Franco Calamandrei            | Toscana               | Pistoia                              | PCI (PCI-PSIUP)   |
| Piero Caleffi                 | Lombardia             | Milano V                             | PSI-PSDI          |
| Tullia Romagnoli Carettoni    | Lombardia             | Mantova                              | SI (PCI-PSIUP)    |
| Martino Caroli                | Puglia                | Gallipoli-Galatina                   | DC                |
| Giuseppe Caron                | Veneto                | Treviso                              | DC                |
| Luigi Carraro                 | Veneto                | Cittadella                           | DC                |
| Sebastiano Carucci            | Puglia                | Martina Franca                       | PCI (PCI-PSIUP)   |
| Cataldo Cassano               | Emilia-Romagna        | Borgotaro-Salsomaggiore              | DC                |
| Gennaro Cassiani              | Calabria              | Castrovillari-Paola                  | DC                |
| Antonio Castellaccio          | Sardegna              | Sassari                              | PSI-PSDI          |
| Edoardo Catellani             | Lombardia             | Sondrio                              | PSI-PSDI          |
| Carlo Cavalli                 | Liguria               | Genova III                           | PCI (PCI-PSIUP)   |
| Paolo Cavezzali               | Lombardia             | Varese                               | PSI-PSDI          |
| Michele Celidonio             | Abruzzo               | L'Aquila-Sulmona                     | PSI-PSDI          |
| Onorio Cengarle               | Veneto                | Bassano del Grappa                   | DC                |
| Giuseppe Cerami               | Sicilia               | Palermo II                           | DC                |
| Alfonso Chiariello            | Campania              | Napoli III                           | PLI               |
| Gerardo Chiaromonte           | Campania              | Napoli VI                            | PCI (PCI-PSIUP)   |
| Michele Cifarelli             | Sicilia               | Trapani                              | Misto (PRI)       |
| Maria Lisa Cinciari Rodano    | Lazio                 | Civitavecchia                        | PCI (PCI-PSIUP)   |
| Alberto Cipellini             | Piemonte              | Cuneo-Saluzzo                        | PSI-PSDI          |
| Nicolò Rosario Cipolla        | Sicilia               | Sciacca                              | PCI (PCI-PSIUP)   |
| Tristano Codignola            | Toscana               | Firenze III                          | PSI-PSDI          |
| Pietro Colella                | Campania              | Nocera Inferiore                     | DC                |
| Aurelio Colleoni              | Lombardia             | Treviglio                            | DC                |
| Arturo Raffaello Colombi      | Emilia-Romagna        | Modena                               | PCI (PCI-PSIUP)   |
| Angelo Compagnoni             | Lazio                 | Frosinone                            | PCI (PCI-PSIUP)   |
| Dionigi Coppo                 | Piemonte              | Pinerolo                             | DC                |
| Mattia Coppola                | Campania              | Santa Maria Capua Vetere - Aversa    | DC                |
| Ludovico Corrao               | Sicilia               | Alcamo                               | SI (PCI-PSIUP)    |
| Efisio Corrias                | Sardegna              | Cagliari                             | DC                |
| Alfredo Corrias               | Sardegna              | Oristano                             | DC                |
| Emilio Cuccu                  | Sardegna              | Oristano                             | PSIUP (PCI-PSIUP) |
| Heros Cuzari                  | Sicilia               | Barcellona Pozzo di Gotto            | DC                |
| Maria Pia Dal Canton          | Veneto                | Conegliano-Oderzo                    | DC                |
| Luciano Dal Falco             | Veneto                | Verona I                             | DC                |
| Luigi Dalvit                  | Trentino-Alto Adige   | Mezzolombardo                        | DC                |
| Ugo D'Andrea                  | Lazio                 | Roma III                             | PLI               |
| Francesco Paolo D'Angelosante | Abruzzo               | Pescara                              | PCI (PCI-PSIUP)   |
| Gastone Darè                  | Lombardia             | Ostiglia                             | PSI-PSDI          |
| Nicola De Falco               | Puglia                | Taranto                              | PCI (PCI-PSIUP)   |
| Umberto De Leoni              | Lazio                 | Roma I                               | DC                |
| Angelo De Luca                | Abruzzo               | Chieti                               | DC                |
| Augusto De Marsanich          | Lazio                 | Roma II                              | MSI               |
| Fernando De Marzi             | Veneto                | Este                                 | DC                |
| Salvatore De Matteis          | Puglia                | Tricase                              | PSI-PSDI          |
| Salverino De Vito             | Campania              | Sant'Angelo dei Lombardi             | DC                |
| Fabiano De Zan                | Lombardia             | Salò                                 | DC                |
| Alberto Del Nero              | Toscana               | Massa-Carrara                        | DC                |
| Franco Del Pace               | Toscana               | Montevarchi                          | PCI (PCI-PSIUP)   |
| Francesco Deriu               | Sardegna              | Sassari                              | DC                |
| Araldo di Crollalanza         | Puglia                | Bari                                 | MSI               |
| Giuseppe Di Prisco            | Veneto                | Rovigo                               | PSIUP (PCI-PSIUP) |
| Balda Di Vittorio             | Puglia                | Lucera                               | PCI (PCI-PSIUP)   |
| Carmelo Dinaro                | Calabria              | Palmi                                | MSI               |
| Dino Dindo                    | Veneto                | Verona I                             | PSI-PSDI          |
| Guglielmo Donati              | Emilia-Romagna        | Forlì-Faenza                         | DC                |
| Mario Dosi                    | Lombardia             | Rho                                  | DC                |
| Fazio Fabbrini                | Toscana               | Siena                                | PCI (PCI-PSIUP)   |
| Mario Fabiani                 | Toscana               | Prato                                | PCI (PCI-PSIUP)   |
| Eolo Fabretti                 | Marche                | Jesi-Senigallia                      | PCI (PCI-PSIUP)   |
| Annibale Fada                 | Lombardia             | Brescia                              | DC                |
| Franca Falcucci               | Lazio                 | Roma VII                             | DC                |
| Amintore Fanfani              | Toscana               | Arezzo                               | DC                |
| Ariella Farneti               | Emilia-Romagna        | Cesena                               | PCI (PCI-PSIUP)   |
| Giorgio Fenoaltea             | Lazio                 | Rieti                                | PSI-PSDI          |
| Carlo Fermariello             | Campania              | Napoli IV                            | PCI (PCI-PSIUP)   |
| Francesco Ferrari             | Puglia                | Tricase                              | DC                |
| Giacomo Ferrari               | Emilia-Romagna        | Parma                                | PCI (PCI-PSIUP)   |
| Luigi Ferroni                 | Veneto                | Chioggia                             | PSI-PSDI          |
| Cristoforo Filetti            | Sicilia               | Acireale                             | MSI               |
| Andrea Filippa                | Piemonte              | Torino Dora Oltre Stura Collina      | PSIUP (PCI-PSIUP) |
| Mario Finizzi                 | Puglia                | Gallipoli-Galatina                   | PLI               |
| Gaetano Fiorentino            | Campania              | Napoli III                           | MSI (PDIUM)       |
| Arcangelo Florena             | Sicilia               | Patti                                | DC                |
| Mario Follieri                | Puglia                | Lucera                               | DC                |
| Renzo Forma                   | Piemonte              | Ivrea                                | DC                |
| Rino Formica                  | Puglia                | Bari                                 | PSI-PSDI          |
| Paolo Fortunati               | Emilia-Romagna        | Bologna II                           | PCI (PCI-PSIUP)   |
| Francesco Fossa               | Liguria               | Genova I                             | PSI-PSDI          |
| Enea Franza                   | Campania              | Benevento - Ariano Irpino            | MSI               |
| Torquato Fusi                 | Toscana               | Grosseto                             | PCI (PCI-PSIUP)   |
| Carlo Galante Garrone         | Piemonte              | Casale Monferrato - Chivasso         | SI (PCI-PSIUP)    |
| Walter Garavelli              | Veneto                | Conegliano-Oderzo                    | PSI-PSDI          |
| Eugenio Gatto                 | Veneto                | Mirano                               | DC                |
| Simone Gatto                  | Sicilia               | Enna                                 | SI (PCI-PSIUP)    |
| Silvio Gava                   | Campania              | Castellammare di Stabia              | DC                |
| Giacinto Genco                | Puglia                | Altamura                             | DC                |
| Stefano Germanò               | Sicilia               | Barcellona Pozzo di Gotto            | PLI               |
| Giovanni Battista Gianquinto  | Veneto                | Venezia                              | PCI (PCI-PSIUP)   |
| Giovanni Giraudo              | Piemonte              | Cuneo-Saluzzo                        | DC                |
| Luigi Grimaldi                | Sicilia               | Enna                                 | MSI               |
| Giovanni Gronchi              | A vita                | –                                    | Misto             |
| Michele Guanti                | Basilicata            | Matera                               | PCI (PCI-PSIUP)   |
| Francesco Iannelli            | Campania              | Avellino                             | PSI-PSDI          |
| Lino Iannuzzi                 | Campania              | Sala Consilina - Vallo della Lucania | PSI-PSDI          |
| Gaetano Illuminati            | Abruzzo               | Teramo                               | PCI (PCI-PSIUP)   |
| Vincenzo Indelli              | Campania              | Eboli                                | DC                |
| Onofrio Jannuzzi              | Puglia                | Molfetta                             | DC                |
| Girolamo La Penna             | Molise                | Larino                               | DC                |
| Giuseppe La Rosa              | Sicilia               | Ragusa                               | DC                |
| Domenico Latanza              | Puglia                | Taranto                              | MSI               |
| Achille Lauro                 | Campania              | Napoli IV                            | MSI (PDIUM)       |
| Giovanni Leone                | A vita                | –                                    | DC                |
| Carlo Levi                    | Lazio                 | Velletri                             | SI (PCI-PSIUP)    |
| Girolamo Li Causi             | Sicilia               | Piazza Armerina                      | PCI (PCI-PSIUP)   |
| Mario Li Vigni                | Emilia-Romagna        | Rimini                               | PSIUP (PCI-PSIUP) |
| Dino Limoni                   | Veneto                | Verona Pianura                       | DC                |
| Emanuele Lisi                 | Lazio                 | Frosinone                            | DC                |
| Barbaro Lo Giudice            | Sicilia               | Catania II                           | DC                |
| Giovanni Lombardi             | Lombardia             | Cremona                              | DC                |
| Pietro Lombari                | Campania              | Caserta                              | DC                |
| Orlando Lucchi                | Trentino-Alto Adige   | Trento                               | PSI-PSDI          |
| Francesco Lugnano             | Campania              | Santa Maria Capua Vetere - Aversa    | PCI (PCI-PSIUP)   |
| Nello Lusoli                  | Emilia-Romagna        | Castelnovo ne' Monti - Sassuolo      | PCI (PCI-PSIUP)   |
| Domenico Macaggi              | Liguria               | Genova III                           | PSI-PSDI          |
| Antonino Maccarrone           | Toscana               | Livorno                              | PCI (PCI-PSIUP)   |
| Pietro Maccarrone             | Sicilia               | Catania II                           | PCI (PCI-PSIUP)   |
| Italo Maderchi                | Lazio                 | Roma VI                              | PCI (PCI-PSIUP)   |
| Michele Magno                 | Puglia                | Cerignola                            | PCI (PCI-PSIUP)   |
| Giulio Maier                  | Toscana               | Firenze I                            | PSI-PSDI          |
| Mario Mammuccari              | Lazio                 | Tivoli                               | PCI (PCI-PSIUP)   |
| Gaetano Mancini               | Calabria              | Cosenza                              | PSI-PSDI          |
| Attilio Manenti               | Marche                | Urbino                               | PCI (PCI-PSIUP)   |
| Salvatore Mannironi           | Sardegna              | Nuoro                                | DC                |
| Giovanni Marcora              | Lombardia             | Vimercate                            | DC                |
| Gianfranco Maris              | Lombardia             | Vimercate                            | PCI (PCI-PSIUP)   |
| Mario Martinelli              | Lombardia             | Cantù                                | DC                |
| Sergio Marullo di Condojanni  | Sicilia               | Caltagirone                          | SI (PCI-PSIUP)    |
| Angelo Custode Masciale       | Puglia                | Barletta-Trani                       | PSIUP (PCI-PSIUP) |
| Perpetuo Bruno Massobrio      | Piemonte              | Torino FIAT Aeritalia Ferriere       | PLI               |
| Antonio Mazzarolli            | Veneto                | Vittorio Veneto - Montebelluna       | DC                |
| Giacomo Samuele Mazzoli       | Lombardia             | Breno                                | DC                |
| Giuseppe Medici               | Emilia-Romagna        | Castelnovo ne' Monti - Sassuolo      | DC                |
| Alessandro Menchinelli        | Toscana               | Volterra                             | PSIUP (PCI-PSIUP) |
| Aristide Merloni              | Marche                | Jesi-Senigallia                      | DC                |
| Cesare Merzagora              | A vita                | –                                    | Misto             |
| Angiola Minella Molinari      | Liguria               | Genova II                            | PCI (PCI-PSIUP)   |
| Giacinto Minnocci             | Lazio                 | Sora-Cassino                         | PSI-PSDI          |
| Eugenio Montale               | A vita                | –                                    | Misto             |
| Gustavo Montini               | Friuli-Venezia Giulia | Pordenone                            | DC                |
| Giorgio Morandi               | Liguria               | La Spezia                            | DC                |
| Francesco Moranino            | Piemonte              | Vercelli                             | PCI (PCI-PSIUP)   |
| Alessandro Morino             | Lombardia             | Milano IV                            | PSI-PSDI          |
| Tommaso Morlino               | Lombardia             | Lecco                                | DC                |
| Antonino Murmura              | Calabria              | Vibo Valentia                        | DC                |
| Vittorio Naldini              | Lombardia             | Pavia                                | PSIUP (PCI-PSIUP) |
| Gastone Nencioni              | Lombardia             | Milano II                            | MSI               |
| Luigi Noè                     | Lombardia             | Abbiategrasso                        | DC                |
| Giorgio Oliva                 | Veneto                | Schio                                | DC                |
| Luigi Orlandi                 | Emilia-Romagna        | Bologna III - Imola                  | PCI (PCI-PSIUP)   |
| Giulio Orlando                | Puglia                | Martina Franca                       | DC                |
| Adriano Ossicini              | Lazio                 | Viterbo                              | SI (PCI-PSIUP)    |
| Pietro Pala                   | Sardegna              | Tempio-Ozieri                        | DC                |
| Vasco Palazzeschi             | Toscana               | Firenze III                          | PCI (PCI-PSIUP)   |
| Vincenzo Palumbo              | Lombardia             | Milano IV                            | PLI               |
| Gaspare Papa                  | Campania              | Napoli I                             | PCI (PCI-PSIUP)   |
| Ferruccio Parri               | A vita                | –                                    | SI                |
| Aldo Pauselli                 | Umbria                | Terni                                | PSI-PSDI          |
| Antonio Pecoraro              | Sicilia               | Corleone-Bagheria                    | DC                |
| Emilio Pegoraro               | Veneto                | Este                                 | PCI (PCI-PSIUP)   |
| Guglielmo Pelizzo             | Friuli-Venezia Giulia | Cividale del Friuli                  | DC                |
| Giuseppe Pella                | Piemonte              | Mondovì                              | DC                |
| Antonio Pellicanò             | Calabria              | Reggio Calabria                      | PSIUP (PCI-PSIUP) |
| Edoardo Perna                 | Lazio                 | Roma IV                              | PCI (PCI-PSIUP)   |
| Francesco Perri               | Liguria               | Genova IV                            | PLI               |
| Vitantonio Perrino            | Puglia                | Brindisi                             | DC                |
| Ignazio Petrone               | Basilicata            | Melfi                                | PCI (PCI-PSIUP)   |
| Bonaventura Picardi           | Basilicata            | Lagonegro                            | DC                |
| Luigi Picardo                 | Sicilia               | Caltanissetta                        | MSI               |
| Attilio Piccioni              | Lazio                 | Roma V                               | DC                |
| Salvatore Piccolo             | Campania              | Nola                                 | DC                |
| Giovanni Pieraccini           | Toscana               | Viareggio                            | PSI-PSDI          |
| Biagio Pinto                  | Campania              | Sala Consilina - Vallo della Lucania | Misto (PRI)       |
| Giorgio Piero Piovano         | Lombardia             | Voghera                              | PCI (PCI-PSIUP)   |
| Luigi Pirastu                 | Sardegna              | Iglesias                             | PCI (PCI-PSIUP)   |
| Ismer Piva                    | Emilia-Romagna        | Ferrara                              | PCI (PCI-PSIUP)   |
| Pasquale Poerio               | Calabria              | Crotone                              | PCI (PCI-PSIUP)   |
| Vittorio Pozzar               | Lombardia             | Monza                                | DC                |
| Augusto Premoli               | Veneto                | Venezia                              | PLI               |
| Costantino Preziosi           | Campania              | Afragola                             | PSIUP (PCI-PSIUP) |
| Vito Raia                     | Sicilia               | Ragusa                               | PSIUP (PCI-PSIUP) |
| Francesco Renda               | Sicilia               | Agrigento                            | PCI (PCI-PSIUP)   |
| Cristoforo Ricci              | Campania              | Cerreto Sannita                      | DC                |
| Camillo Ripamonti             | Lombardia             | Lodi                                 | DC                |
| Arturo Robba                  | Lombardia             | Milano III                           | PLI               |
| Riccardo Romano               | Campania              | Salerno                              | PCI (PCI-PSIUP)   |
| Vito Rosa                     | Puglia                | Bitonto                              | DC                |
| Manlio Rossi Doria            | Campania              | Sant'Angelo dei Lombardi             | PSI-PSDI          |
| Raffaele Rossi                | Umbria                | Terni                                | PCI (PCI-PSIUP)   |
| Ada Valeria Ruhl Bonazzola    | Lombardia             | Abbiategrasso                        | PCI (PCI-PSIUP)   |
| Meuccio Ruini                 | A vita                | –                                    | Misto             |
| Luigi Russo                   | Puglia                | Monopoli                             | DC                |
| Giuseppe Salari               | Umbria                | Foligno-Spoleto                      | DC                |
| Remo Salati                   | Emilia-Romagna        | Reggio Emilia                        | PCI (PCI-PSIUP)   |
| Agide Samaritani              | Emilia-Romagna        | Ravenna                              | PCI (PCI-PSIUP)   |
| Remo Sammartino               | Molise                | Campobasso-Isernia                   | DC                |
| Natale Santero                | Lombardia             | Busto Arsizio                        | DC                |
| Decio Scardaccione            | Basilicata            | Corleto Perticara                    | DC                |
| Mario Scelba                  | Sicilia               | Acireale                             | DC                |
| Domenico Schiavone            | Basilicata            | Tricarico                            | DC                |
| Dante Schietroma              | Lazio                 | Frosinone                            | PSI-PSDI          |
| Alfredo Scipioni              | Marche                | Ascoli Piceno                        | DC                |
| Mauro Scoccimarro             | Veneto                | Chioggia                             | PCI (PCI-PSIUP)   |
| Pietro Secchia                | Piemonte              | Biella                               | PCI (PCI-PSIUP)   |
| Remo Segnana                  | Trentino-Alto Adige   | Pergine Valsugana                    | DC                |
| Antonio Segni                 | A vita                | –                                    | DC                |
| Domenico Segreto              | Sicilia               | Sciacca                              | PSI-PSDI          |
| Paolo Sema                    | Friuli-Venezia Giulia | Trieste II                           | PCI (PCI-PSIUP)   |
| Ignazio Vincenzo Senese       | Lazio                 | Sora-Cassino                         | DC                |
| Nicola Signorello             | Lazio                 | Roma VIII                            | DC                |
| Francesco Smurra              | Calabria              | Rossano                              | DC                |
| Francesco Soliano             | Lombardia             | Vigevano                             | PCI (PCI-PSIUP)   |
| Girolamo Sotgiu               | Sardegna              | Cagliari                             | PCI (PCI-PSIUP)   |
| Giovanni Spagnolli            | Trentino-Alto Adige   | Rovereto                             | DC                |
| Tommaso Spasari               | Calabria              | Catanzaro                            | DC                |
| Giuseppe Spataro              | Abruzzo               | Lanciano-Vasto                       | DC                |
| Alberto Spigaroli             | Emilia-Romagna        | Fiorenzuola d'Arda - Fidenza         | DC                |
| Francesco Stefanelli          | Puglia                | Altamura                             | PCI (PCI-PSIUP)   |
| Alfonso Tanga                 | Campania              | Benevento - Ariano Irpino            | DC                |
| Angelo Tansini                | Emilia-Romagna        | Piacenza                             | PSI-PSDI          |
| Fernando Tanucci Nannini      | Campania              | Napoli II                            | MSI               |
| Franco Tedeschi               | Emilia-Romagna        | Portomaggiore                        | PSI-PSDI          |
| Giglia Tedesco Tatò           | Toscana               | Arezzo                               | PCI (PCI-PSIUP)   |
| Umberto Terracini             | Toscana               | Firenze II                           | PCI (PCI-PSIUP)   |
| Alfonso Tesauro               | Campania              | Sala Consilina - Vallo della Lucania | DC                |
| Tiziano Tessitori             | Friuli-Venezia Giulia | Udine                                | DC                |
| Romolo Tiberi                 | Umbria                | Orvieto                              | DC                |
| Giuseppe Togni                | Toscana               | Viareggio                            | DC                |
| Giusto Tolloy                 | Veneto                | Belluno                              | PSI-PSDI          |
| Angelo Tomassini              | Lazio                 | Roma III                             | PSIUP (PCI-PSIUP) |
| Evio Tomasucci                | Marche                | Pesaro-Fano                          | PCI (PCI-PSIUP)   |
| Carlo Torelli                 | Piemonte              | Verbano-Cusio-Ossola                 | DC                |
| Giuseppe Tortora              | Emilia-Romagna        | Ferrara                              | PSI-PSDI          |
| Giuseppe Trabucchi            | Veneto                | Verona Collina                       | DC                |
| Renato Treu                   | Veneto                | Vicenza                              | DC                |
| Luigi Tropeano                | Calabria              | Catanzaro                            | PCI (PCI-PSIUP)   |
| Franz Turchi                  | Lazio                 | Roma V                               | MSI               |
| Dario Valori                  | Umbria                | Perugia II                           | PSIUP (PCI-PSIUP) |
| Pasquale Valsecchi            | Lombardia             | Como                                 | DC                |
| Athos Valsecchi               | Lombardia             | Sondrio                              | DC                |
| Franco Varaldo                | Liguria               | Savona                               | DC                |
| Mario Venanzi                 | Lombardia             | Milano V                             | PCI (PCI-PSIUP)   |
| Giovanni Venturi              | Marche                | Urbino                               | DC                |
| Enzo Veronesi                 | Emilia-Romagna        | Bologna I                            | PLI               |
| Vito Vincenzo Verrastro       | Basilicata            | Potenza                              | DC                |
| Graziano Verzotto             | Sicilia               | Noto                                 | DC                |
| Italo Viglianesi              | Lombardia             | Milano III                           | PSI-PSDI          |
| Mario Vignola                 | Campania              | Eboli                                | PSI-PSDI          |
| Giuseppe Vignolo              | Piemonte              | Acqui Terme - Novi Ligure            | PCI (PCI-PSIUP)   |
| Friedrich Volgger             | Trentino-Alto Adige   | Bressanone                           | Misto (PPST)      |
| Raoul Zaccari                 | Liguria               | Imperia                              | DC                |
| Attilio Zannier               | Friuli-Venezia Giulia | Tolmezzo                             | PSI-PSDI          |
| Gino Zannini                  | Emilia-Romagna        | Rimini                               | DC                |
| Ennio Zelioli Lanzini         | Lombardia             | Crema                                | DC                |
| Giovanni Zonca                | Lombardia             | Bergamo                              | DC                |
| Michele Zuccalà               | Lombardia             | Busto Arsizio                        | PSI-PSDI          |
| Faustino Zugno                | Lombardia             | Chiari                               | DC                |

## Senatori proclamati eletti ad inizio legislatura
- In seguito all'opzione per la Camera effettuata da Ennio Bonea, proclamato eletto in entrambe le Camere, è proclamato eletto Mario Finizzi (PLI, circoscrizione Puglia)[2].

## Modifiche intervenute

### Modifiche intervenute nella composizione dell'assemblea
| Uscente                  | Entrante              | Data subentro | Circoscrizione                |
| ------------------------ | --------------------- | ------------- | ----------------------------- |
| Alessandro Morino        | Elena Gatti Caporaso  | 23.01.1969    | Lombardia                     |
| Domenico Macaggi         | Giovanni Di Benedetto | 13.03.1969    | Liguria                       |
| Agide Samaritani         | Lino Venturi          | 21.03.1969    | Emilia-Romagna                |
| Onofrio Jannuzzi         | Mauro Pennacchio      | 23.05.1969    | Puglia                        |
| Giacomo Brodolini        | Giuseppe Righetti     | 30.07.1969    | Marche                        |
| Graziano Verzotto        | Camillo Giardina      | 11.12.1969    | Sicilia                       |
| Vincenzo Bellisario      | Pietro De Dominicis   | 14.01.1970    | Abruzzo                       |
| Giovanni Bertoli         | Oreste Catalano       | 29.01.1970    | Campania                      |
| Giulio Maier             | Mario Ferri           | 10.02.1970    | Toscana                       |
| Giacomo Ferrari          | Carlo Cerri           | 30.04.1970    | Emilia-Romagna                |
| Heros Cuzari             | Aldio Di Grazia       | 12.06.1970    | Sicilia                       |
| Pietro Lombari           | Vincenzo Barra        | 10.08.1970    | Campania                      |
| Vito Vincenzo Verrastro  | Antonio Bolettieri    | 11.11.1970    | Basilicata                    |
| –                        | Pietro Nenni          | 25.11.1970    | A vita (nomina presidenziale) |
| Aristide Merloni         | Umberto Delle Fave    | 15.01.1971    | Marche                        |
| Umberto Delle Fave       | Alessandro Niccoli    | 26.01.1971    | Marche                        |
| Guglielmo Donati         | Furio Farabegoli      | 17.02.1971    | Emilia-Romagna                |
| Perpetuo Bruno Massobrio | Cesare Rotta          | 11.03.1971    | Piemonte                      |
| Salvatore Mannironi      | Ignazio Serra         | 15.04.1971    | Sardegna                      |
| Natale Santero           | Leonello Zenti        | 15.04.1971    | Lombardia                     |
| Alfio Di Grazia          | Danilo Bruni          | 13.05.1971    | Sicilia                       |
| Arcangelo Florena        | Giovanni Cassarino    | 22.06.1971    | Sicilia                       |
| Francesco Moranino       | Sergio Scarpa         | 22.06.1971    | Piemonte                      |
| Tommaso Spasari          | Filippo Murdaca       | 25.11.1971    | Calabria                      |
| Annibale Fada            | Giovanni Celasco      | 24.12.1971    | Lombardia                     |
| –                        | Giuseppe Saragat      | 29.12.1971    | A vita (di diritto)           |
| Mauro Scoccimarro        | Ugo Croatto           | 18.01.1972    | Veneto                        |
| –                        | Amintore Fanfani      | 09.03.1972    | A vita (nomina presidenziale) |
| Amintore Fanfani         | Giorgio Braccesi      | 15.03.1972    | Toscana                       |
| Amato Berthet            | –                     | –             | Valle d'Aosta                 |
| Elio Ballesi             | –                     | –             | Marche                        |

1. ↑  Nominato senatore a vita, Fanfani è surrogato in qualità di senatore di origine elettiva

### Modifiche intervenute nella composizione dei gruppi

#### Democrazia Cristiana
- In data 15.03.1972 la consistenza del gruppo aumenta di un'unità per effetto dell'adesione di Giorgio Braccesi, subentrato ad Amintore Fanfani (divenuto senatore a vita).

#### Partito Comunista Italiano
- In data 15.03.1969 la consistenza del gruppo diminuisce di un'unità: Lino Venturi (subentrato ad Agide Samaritani) aderisce al gruppo PSIUP.

#### PSI-PSDI Unificati
- In data 08.07.1969 lasciano il gruppo Luigi Buzio, Giovanni Di Benedetto, Dino Dindo, Walter Garavelli, Francesco Iannelli, Giulio Maier, Dante Schietroma, Angelo Tansini, Franco Tedeschi, Attilio Zannier e Michele Zuccalà che costituiscono il gruppo PSU. In pari data il gruppo assume la denominazione di Partito Socialista Italiano.

#### Partito Liberale Italiano
- Nessuna modifica intervenuta.

#### Movimento Sociale Italiano
- Nessuna modifica intervenuta.

#### Partito Socialista Italiano
- Il gruppo si costituisce in data 08.07.1969.
- In data 06.02.1970 la consistenza del gruppo aumenta di un'unità per effetto dell'adesione di Mario Ferri, subentrato a Giulio Maier già appartenente al gruppo PSU.
- In data 07.04.1970 lascia il gruppo Aldo Pauselli, che aderisce al gruppo PSU.
- In data 12.05.1970 lascia il gruppo Gastone Darè, che aderisce al gruppo PSU.
- In data 01.12.1970 aderisce al gruppo Pietro Nenni, divenuto senatore a vita.
- In data 25.05.1971 aderisce al gruppo Costantino Preziosi, proveniente dal gruppo PSIUP.
- In data 15.03.1972 aderisce al gruppo Alessandro Menchinelli, proveniente dal gruppo PSIUP.

#### Partito Socialista Unitario
- Il gruppo si costituisce in data 08.07.1969. Ad esso aderiscono Luigi Buzio, Giovanni Di Benedetto, Dino Dindo, Walter Garavelli, Francesco Iannelli, Giulio Maier, Dante Schietroma, Angelo Tansini, Franco Tedeschi, Attilio Zannier e Michele Zuccalà, provenienti dal gruppo PSI-PSDI.
- In data 06.02.1970 la consistenza del gruppo diminuisce di un'unità: Mario Ferri (subentrato a Giulio Maier) aderisce al gruppo PSI.
- In data 07.04.1970 aderisce al gruppo Aldo Pauselli, proveniente dal gruppo PSI.
- In data 12.05.1970 aderisce al gruppo Gastone Darè, proveniente dal gruppo PSI.
- In data 16.02.1971 il gruppo assume la denominazione di Partito Socialista Democratico Italiano.
- In data 18.01.1972 aderisce al gruppo Giuseppe Saragat, divenuto senatore a vita.

#### Partito Socialista Italiano di Unità Proletaria
- In data 21.03.1969 la consistenza del gruppo aumenta di un'unità per effetto dell'adesione di Lino Venturi, subentrato ad Agide Samaritani già appartenente al gruppo PCI.
- In data 25.05.1971 lascia il gruppo Costantino Preziosi, che aderisce al gruppo PSI.
- In data 15.03.1972 lascia il gruppo Alessandro Menchinelli, che aderisce al gruppo PSI.

#### Sinistra indipendente
- Nessuna modifica intervenuta.

#### Gruppo misto
- In data 06.03.1970 la consistenza del gruppo diminuisce di un'unità per il decesso del senatore a vita Meuccio Ruini.